# Брайън Денехи
Брайън Денехи (на английски: Brian Dennehy) е американски актьор.

## Биография и творчество
Денехи е роден на 9 юли 1938 г. в Бриджпорт, Кънектикът. Участвал е в над 100 филма. На 21 години се записва в армията и служи 4 години като морски пехотинец. След като се уволнява от армията, влиза в Колумбийския университет със стипендия по американски футбол. После обаче се мести в Йейл, където се дипломира като драматичен актьор.
Денехи е известен преди всичко като драматичен актьор. Повечето му роли са на злодеи, но има и сериозни роли и награди. През 1987 печели наградата за най-добър актьор на Международния филмов фестивал в Чикаго, за ролята си във филма „Животът на архитекта“. Последната му роля в киното е в „Рататуи“, където озвучава героя на Джанго, бащата на Реми.
Освен в киното, Денехи се изявява и на театралната сцена. Има две награди Тони за най-добра мъжка главна роля.

## Избрана филмография
- „Следващите три дни“ (2010)
- „Откраднато лято“ (2002)
- „Два пъти в живота“ (1985)
- „Какавидите“
- „Какавидите 2“
- „Рамбо: Първа кръв“ (1982)
- „Ф.И.С.T.“ (1978)